# Camino rural

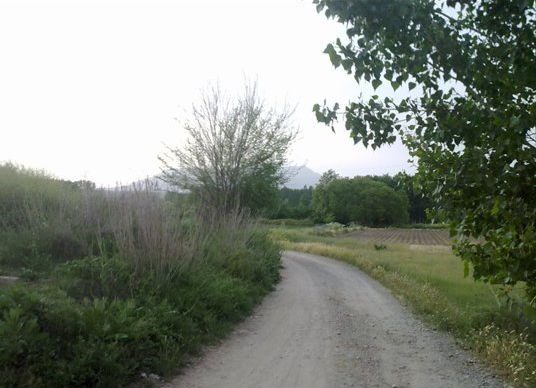
Camino rural entre las localidades españolas de Láchar y Cijuela (provincia de Granada).

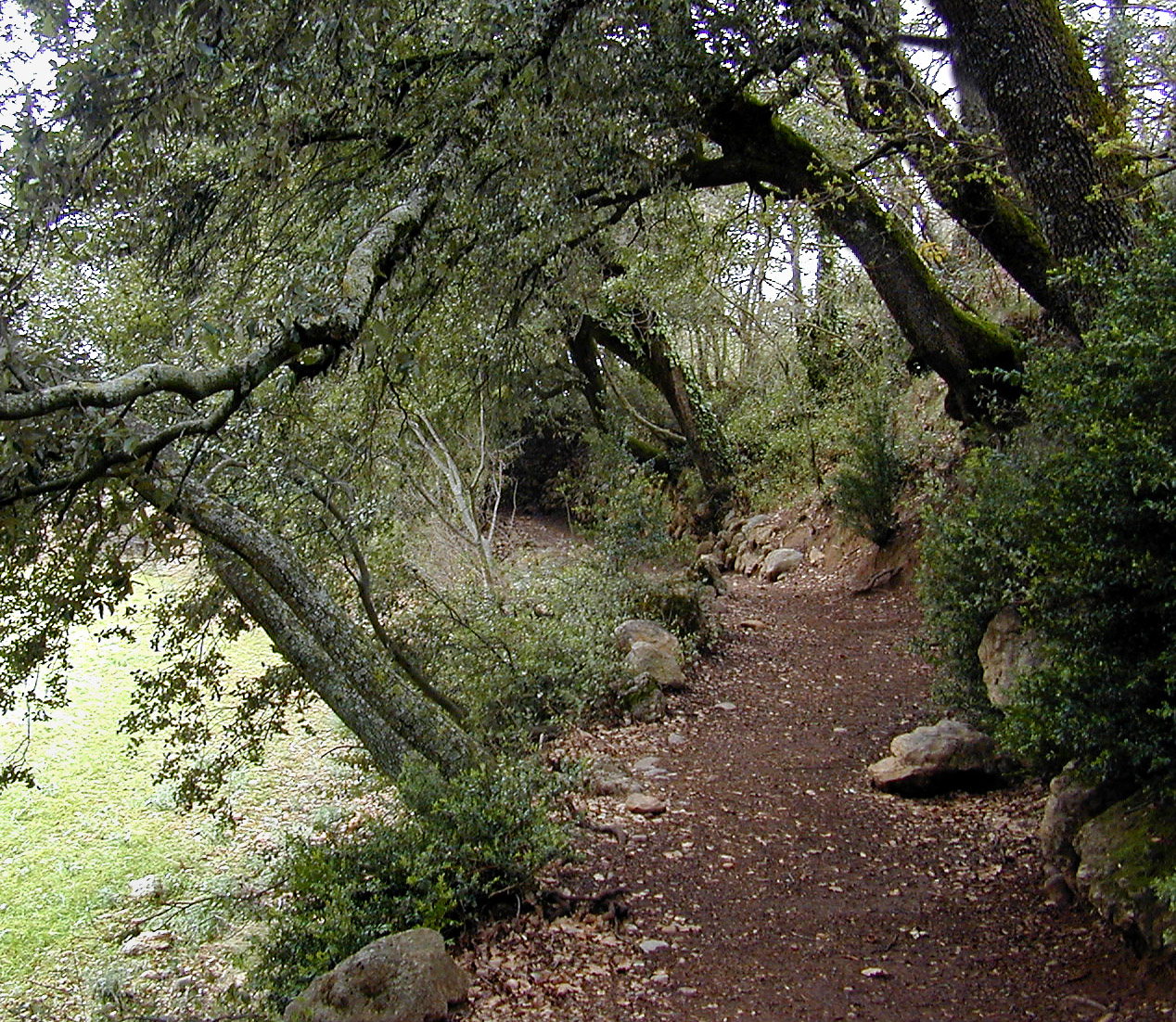
Camino rural de Serraduy a la Sierra de Sis.

Los caminos rurales son rutas de bajo volumen de tránsito que enlazan aldeas y localidades pequeñas. Son vías de acceso a bienes y servicios, como salud y educación, parar la población rural, y conectan a las explotaciones agrícolas, mineras y forestales con rutas y mercados regionales. Son los caminos terciarios, secundarios y de penetración. Pueden ayudar a promover el desarrollo rural, pero también producen importantes impactos ambientales negativos. Normalmente, no son pavimentados, o tienen una capa delgada de asfalto; son más angostas y las curvas son más cerradas y las cuestas más empinadas que las de las carreteras. Pueden ser de toda estación o solo temporales y, a menudo, tienen vados o transbordadores en vez de puentes. Las carreteras que cruzan las regiones rurales, sean pavimentadas o no, se tratan en el artículo carretera.

## Impacto ambiental
Los caminos rurales, como prácticamente todas las intervenciones humanas producen una serie de impactos ambientales. Estos incluyen los efectos directos que ocurren en el sitio de la construcción y los alrededores de la vía de pasaje autorizado y los indirectos en la región colindante. A menudo, estos impactos indirectos son mucho mayores que los directos.

### Impactos directos
El principal impacto ambiental directo que se asocia con los caminos rurales, es la erosión. En efecto, en zonas muy empinadas y con muchas precipitaciones es frecuente que el mal mantenimiento del sistema de drenaje provoque inundaciones locales y erosión en los bordes del camino. Por otro lado, en zonas planas, puede cortar el flujo natural del agua. El mantenimiento adecuado de los caminos es esencial para evitar los problemas ambientales y socioeconómicos por lo que se da un par de saltos al futuro .
Otra fuente de contaminación originaria de los caminos rurales está asociada a la producción de polvo que puede perjudicar los cultivos próximos a las vías y ser incluso perjudicial para la salud, por otro  lado el ruido causado por el tráfico también puede tener efectos perjudiciales para los seres humanos y animales.
Otras posibles fuentes de contaminación del agua y del suelo son los químicos que se rocían junto al camino o en la vía de pasaje autorizado, para controlar la maleza y el polvo.

### Impactos indirectos
La construcción de los caminos de penetración en las áreas remotas fomenta la migración hacia los terrenos colindantes e induce modelos de uso del terreno y de explotación de los recursos que son extremadamente difíciles de manejar o controlar. Los resultados pueden ser: 
- El trastorno severo de los pueblos indígenas;
- La conversión del bosque en terrenos de pastoreo;
- La invasión de las malezas y la degradación de la tierra, produciendo el eventual abandono del área.

### Ubicación del camino

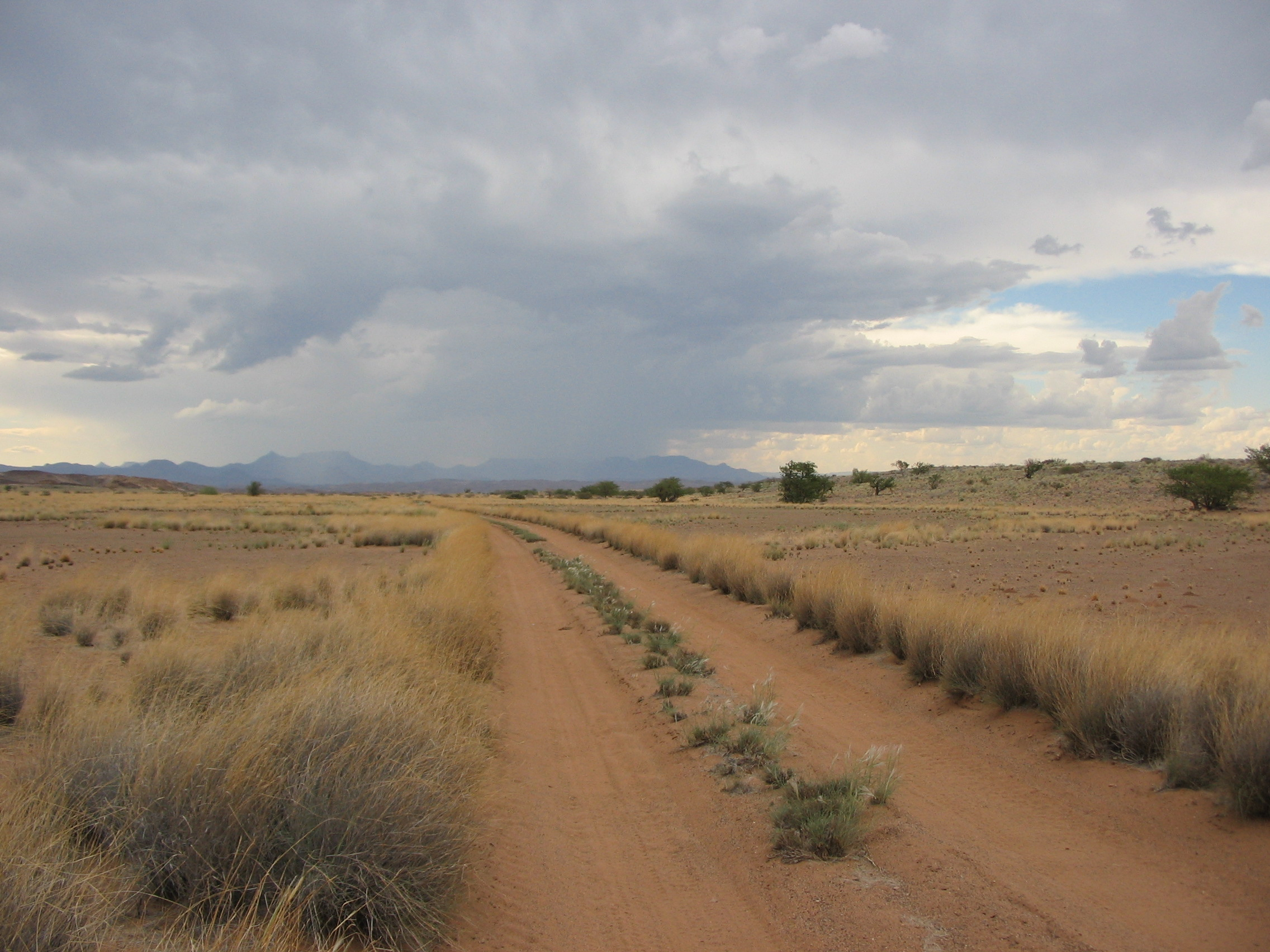
Camino en arena en Namibia.

La ubicación del camino constituye la decisión más crítica en cuanto a su construcción. Esta determinará, el tipo y la magnitud de los impactos ambientales y sociales que causarán. Los caminos rurales que más afectan el entorno son los que:
- Atraviesan las tierras de los pueblos indígenas; o terrenos silvestres críticos;
- Alteran el equilibrio natural en zonas con potenciales peligros naturales; áreas que constituyen el hábitats de la fauna silvestre; y,
- Los que se adentran en áreas no idóneas para los cambios de uso del suelo.

### Impactos sociales positivos
La construcción de un camino puede traer una multitud de beneficios para la gente local, como por ejemplo: 
- Mayor acceso a los mercados;
- Más servicios asociados con el bienestar, tales como electricidad, agua potable, servicios de extensión, sistemas de crédito, servicios de salud y educación; estímulo a las agroindustrias;
- Aumenta el valor de los terrenos próximos a causa el uso más intensivo de la tierra;
- Mayores oportunidades de empleo.
- Cambios en los usos y métodos agrícolas que conllevan un incremento de la producción y a superar la agricultura de subsistencia con excedentes para la venta y aumento de prosperidad de los pueblos.

### Impactos sociales negativos
Los principales inconvenientes que suelen presentarse a causa de la construcción o modificación sustancial de la red de caminos rurales son:
- A menudo, suben los arriendos o cambia la propiedad o los derechos de utilización de los recursos, de las clases pobres a las más ricas;
- Puede afectar negativamente a las minorías étnicas, que vivieron asiladas geográfica y políticamente del resto del país.